# Claire Lehmann
Claire Lehmann (née Claire Jensen en 1985) est une journaliste australienne, rédactrice en chef et fondatrice du magazine Quillette,.

## Vie privée
Née le 18 juillet 1985, Lehmann est la fille d'un ancien enseignant et d'une orthophoniste qui a été élevé à Adélaïde, en Australie-Méridionale. En 2010, elle obtient une licence en psychologie et en littérature anglaise de l'Université d'Adélaïde, en terminant major de promotion. Lehmann continue ses études en psychologie, mais abandonne après avoir eu un enfant.
Elle est mariée et mère de deux enfants. Elle est la belle-fille du poète Geoffrey Lehmann.

## Carrière
En octobre 2015, Lehmann fonde le magazine en ligne Quillette. Selon le journal The Australian, l'article écrit par Lehmann sur la controverse entourant l'ingénieur de Google James Damore a précipité le succès de son magazine.
Lehmann a contribué à des articles publiés dans The Guardian, Harvard's Kennedy School Review, Tercera Cultura, Scientific American, Rebel Australia, Tablet et ABC News,,,,,,,.
Bari Weiss considère Lehmann comme l'un des leaders du soi-disant "intellectual dark web",,,,,. Le Sydney Morning Herald a nommé Lehmann dans les "Dix Australiens qui ont ébranlé le monde dans les technologies et les médias en 2018", citant le fait que son magazine en ligne, Quillette, "a attiré jusqu'à 2 millions de followers par mois, [et] commence à gagner en influence dans les cercles technologiques et libertariens aux États-Unis".